# Richard Stumpf
Richard Stumpf (* 20. Februar 1892 – nach anderer Quelle 21. Februar 1892 – in Gräfenberg (Bayern); † 23. Juli 1958 in Heiligenstadt (Eichsfeld)) katholisch, war ein Zinngießer und Mitglied einer christlichen Gewerkschaft. Von 1912 bis 1918 diente er in der Hochseeflotte der Kaiserlichen Marine. Von kurz vor Beginn des Ersten Weltkriegs bis zu dessen Ende führte er ein persönliches Kriegstagebuch. Weil das Tagebuch umfassend die inneren Verhältnisse in der Flotte aus Sicht eines einfachen Matrosen darstellte, wurde es vom Untersuchungsausschuss des Deutschen Reichstages in voller Länge in seinem Untersuchungsbericht dokumentiert.

## Ausbildung, Dienst in der kaiserlichen Marine, Mitgliedschaften und Kriegstagebuch
Stumpf verfügte über die elementare Schulbildung eines Arbeiters. Er war aber belesen und vielseitig interessiert, war als Wanderbursche bis ins Veneto und nach Südtirol gekommen, und bildete sich beständig weiter.
Er diente von 1912 bis zum November 1918 in der deutschen Kaiserlichen Marine. Die meiste Zeit davon, nämlich von kurz vor Ausbruch des Krieges bis zum März 1918 war er auf der Helgoland vom I. Geschwader als Matrose und später als Obermatrose eingesetzt. In einer Eintragung im Jahr 1916 merkte er an, dass er es immer noch nicht zum Obermatrosen gebracht habe, weil er immer offen seine Meinung gesagt habe. Im März 1918 beschrieb er sich dann als Obermatrosen, vermutlich aufgrund seiner Versetzung auf die Wittelsbach.

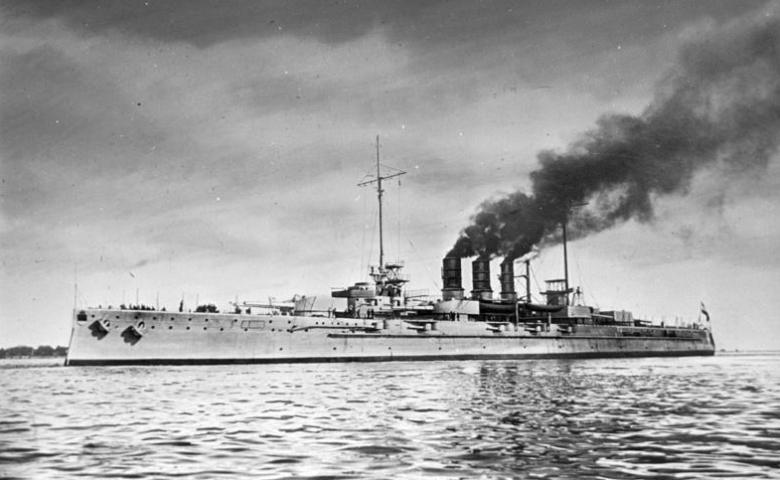
Linienschiff Helgoland, Indienststellung August 1911, Besatzung 1113 Mann

Stumpf war Mitglied einer christlichen Gewerkschaft und war noch während des Krieges der rechtsradikalen Deutschen Vaterlandspartei beigetreten.
Sein Kriegstagebuch umfasste sechs Hefte. Es erschien dem Untersuchungsausschuss für die Schuldfragen des Weltkrieges als derart wichtig zur Erhellung der inneren Zustände und insbesondere der Vorgesetztenverhältnisse in der Hochseeflotte, dass es in voller Länge (allerdings unter Anonymisierung verschiedener Namen) in seinen Untersuchungsbericht aufgenommen wurde. Huck, Pieken und Rogg bemerken in ihrem Katalog zur Wilhelmshavener Ausstellung „Die Flotte schläft im Hafen ein“, in der neben einem weiteren Tagebuch, Stumpfs Notizen lebendig präsentiert werden: Es handele sich nicht um Tagebücher im engeren Sinne, sondern die sechs Hefte enthielten Niederschriften, die auf Grundlage nicht erhaltener Tagebuchaufzeichnungen erstellt worden seien. Die Niederschriften enthielten zahlreiche Korrekturen in fremder Handschrift, die der Bearbeitung für die Veröffentlichung 1927 (s. u.) zuzurechnen seien. Stumpf wurde außerdem am 29. April 1926 als Sondersachverständiger über die Marinevorgänge von dem Ausschuss bestellt.

## Inhalt des Tagebuchs
Stumpf trug fast täglich seine Erlebnisse, Beobachtungen und Einschätzungen in sein Kriegstagebuch ein. Er las diverse Bücher, war Leser verschiedener Zeitungen und diskutierte die politischen und militärischen Entwicklungen ausführlich mit seinem Umfeld, was sich in entsprechenden Gedanken und Kommentaren in seinem Tagebuch widerspiegelt.
Stumpf war zu Beginn des Krieges konservativ eingestellt, identifizierte sich mit den Kriegszielen der Mittelmächte und beschrieb mehrfach die auch von ihm geteilte begeisterte Stimmung zu Beginn des Krieges. Schon bald jedoch empfand er sich durch die Offiziere ungerecht behandelt und begann den Krieg mit anderen Augen zu sehen. Wiederholt beschrieb er, dass die "Offizierskaste" neben ihrem guten Gehalt noch eine hohe Kriegszulage beziehen würde, dass sie auch während des Krieges in Saus und Braus lebte, während die Matrosen große Entbehrungen erleiden müssten. Darüber hinaus würden die Mannschaften durch die Offiziere gedemütigt, einem sinnlosen Drill ausgesetzt und durch ständige Schikanen der Offiziere drangsaliert.
Nur während Gefechten, wie zum Beispiel bei der Skagerrakschlacht, fühlten sich die Matrosen und Heizer von den Offizieren ernst genommen und vernünftig behandelt. Solche Auseinandersetzungen gab es aber nur wenige, weil die Strategie der Marine auf einer Fehleinschätzung des englischen Vorgehens basierte.
Diese katastrophale militär-strategische Fehlplanung, die eine große Seeschlacht gegen England vor Helgoland als seekriegsentscheidend ansah, fand ihre Widerspiegelung in Stumpfs Tagebuch: Er schrieb: „Wir alle haben nach und nach einsehen müssen, dass selbst eine für Deutschland siegreiche Seeschlacht uns keinen Zugang zur offenen See garantieren wird.“ Die erlebte Arroganz bei gleichzeitigem strategischem Unvermögen bringt Stumpf zum Wunsch, die Offizierskaste eines Tages zwingen zu können, einen ehrbaren Beruf zu ergreifen und eine nützliche Tätigkeit zu verrichten. Die Matrosen wünschten sich, den Offizieren die ständigen Demütigungen und Schikanen, die diese im Schutz der strikten militärischen Disziplin verüben konnten, heimzahlen zu können.
Letztlich hätten nur die Offiziere ein Interesse an der Fortführung des Krieges, wobei Soldaten und Arbeiter für die Interessen der Junker, Geldschränke und Militäraristokratie (die Priester sieht er dabei als Offiziere in Zivil an) ihr Leben einsetzen und große Entbehrungen auf sich nehmen würden. Dass diesen Menschen dann auch noch ein demokratisches Wahlrecht verweigert wurde, erregte Stumpfs besondere Erbitterung. Etwa Mitte 1917 schrieb Stumpf, dass die Matrosen so schnell wie möglich Frieden möchten und es herrsche die Meinung vor, dass nur die Offiziere und die Kriegsgewinnler den Krieg fortsetzen wollen. An anderer Stelle schrieb er, dass die Offizierskaste Deutschland in den Krieg getrieben hätte.
Als im Februar 1917 eines Morgens ein Flugblatt der USPD an Bord auftauchte, rief dies große Aufregung hervor. Stumpf schrieb, dass dieses Blatt neben vielem Wahren eine buntscheckige Mischung alberner Plattheiten und Phrasen enthielte. Viele Blätter scheinen nach Stumpfs Darstellung bei den Vorgesetzten abgeliefert worden zu sein.
Die Marineunruhen im Sommer 1917 finden ebenfalls ihre Widerspiegelung in Stumpfs Tagebuch. Er beschreibt die Ereignisse detailliert und merkt an: „Ich hätte jeden für einen Narren erklärt, der behauptet hätte, daß in meinem Vaterlande, ein Mensch zu Zuchthaus und zum Tode verurteilt werden kann, ohne daß er etwas Unrechtes getan hat.“
An einigen Stellen erwähnt Stumpf den SPD-Abgeordneten Karl Liebknecht, später USPD- und dann KPD-Mitglied, als „Juden Liebknecht“. Die Behauptung, dass Liebknecht Jude sei, wurde von der konservativen und rechtsradikalen Seite erhoben (der viele Seeoffiziere ideologisch nahestanden), um den Antisemitismus gegen die linke Bewegung zu instrumentalisieren. Diese Behauptung entbehrte jeglichen Wahrheitsgehalts. Die Familie Karl Liebknechts kam aus Sachsen und hatte einen christlich-protestantischen Hintergrund. Karl Liebknecht wurde 1871 in Leipzig geboren und in der Thomaskirche evangelisch getauft. Ein Großonkel des Vaters war evangelischer Pastor. Anlässlich der Marineunruhen im Sommer 1917 sieht Stumpf den Arbeiterführer in einem anderen Licht: „Allmählich geht mir eine ganze Bogenlampe auf, warum manche Menschen das Militär und sein System mit solcher Leidenschaft bekämpfen. Armer Karl Liebknecht! Wie tust du mir heute leid.“
Stumpf thematisiert auch einmal das Gebot der Bibel „Du sollst nicht töten“ und lässt hier pazifistische Töne anklingen. Er äußert aber immer wieder auch deutlich konservative Ansichten, wenn er etwa über das „perfide Albion“ (England) oder gegen Frankreichs Raublust wettert, sich darüber freut, dass England endlich Ströme von Blut geben muss und er die letzten Kräfte zur Verteidigung des Vaterlandes zusammenfassen möchte. Die innere Zerrissenheit Stumpfs kommt u. a. in folgendem Eintrag gegen Ende des Tagebuchs zum Ausdruck: „… weshalb mußten wir so schuftige gewissenlose Offiziere haben, die uns alle Liebe zum Vaterland, die Freude am deutschen Wesen, den Stolz auf unsere vorbildlichen Einrichtungen genommen haben! Noch heute kocht mir das Blut, wenn ich der vielen Demütigungen […] denke.“
Am Ende des Krieges folgte Stumpf, wenn auch widerwillig, der roten Fahne der Revolution: „… unter donnerndem Hurra fiel die riesige Kriegsflagge vom Maste der Kaserne und das rote Tuch der Freiheit, Gleichheit und Brüderlichkeit stieg auf. Die Massensuggestion, gegen die ich immer ankämpfte, nahm mich nun auch gefangen.“ Nach Bekanntwerden der Waffenstillstandsbedingungen ruft er aus: „Das ist, was ihr bekommt für eure Gott verdammte Bruderschaft der Nationen“ Doch als die Flotte später ausgeliefert werden muss, äußerte sich Stumpf erleichtert, dass diese Instrumente der Zerstörung aus den deutschen Gewässern verschwinden.

## Aussagen vor dem Untersuchungsausschuss
Vor dem Untersuchungsausschuss diskutierte Stumpf auch mit Adolf von Trotha, der am Ende des Ersten Weltkriegs Chef des Stabes der Hochseeflotte war und der den geplanten Flottenvorstoß gegen England (Operationsbefehl Nr. 19) hauptsächlich entworfen hatte. Der Vorstoß sollte ohne Wissen der Regierung und gegen deren erklärten Willen unternommen werden. Diese Absichten der Marineleitung hatten zur Meuterei der Matrosen vor Wilhelmshaven und zum Kieler Matrosenaufstand geführt.
Trotha versuchte Stumpfs Vorwürfe als Einzelfälle darzustellen. Stumpf antwortete ihm, dass er immer noch das Gefühl habe, dass hier zwei durch eine chinesische Mauer getrennte Welten sich gegenüber stünden. Er habe extra noch Fritz Betz, der damals ebenfalls auf der SMS Helgoland diente, befragt. Dieser habe ihm ausdrücklich bestätigt, dass die große Mehrheit der Seeoffiziere in der Hochseeflotte die Matrosen und Heizer mit ständigen Schikanen und beleidigenden Äußerungen misshandelt und gedemütigt hätten.

## Veröffentlichung des Tagebuchs

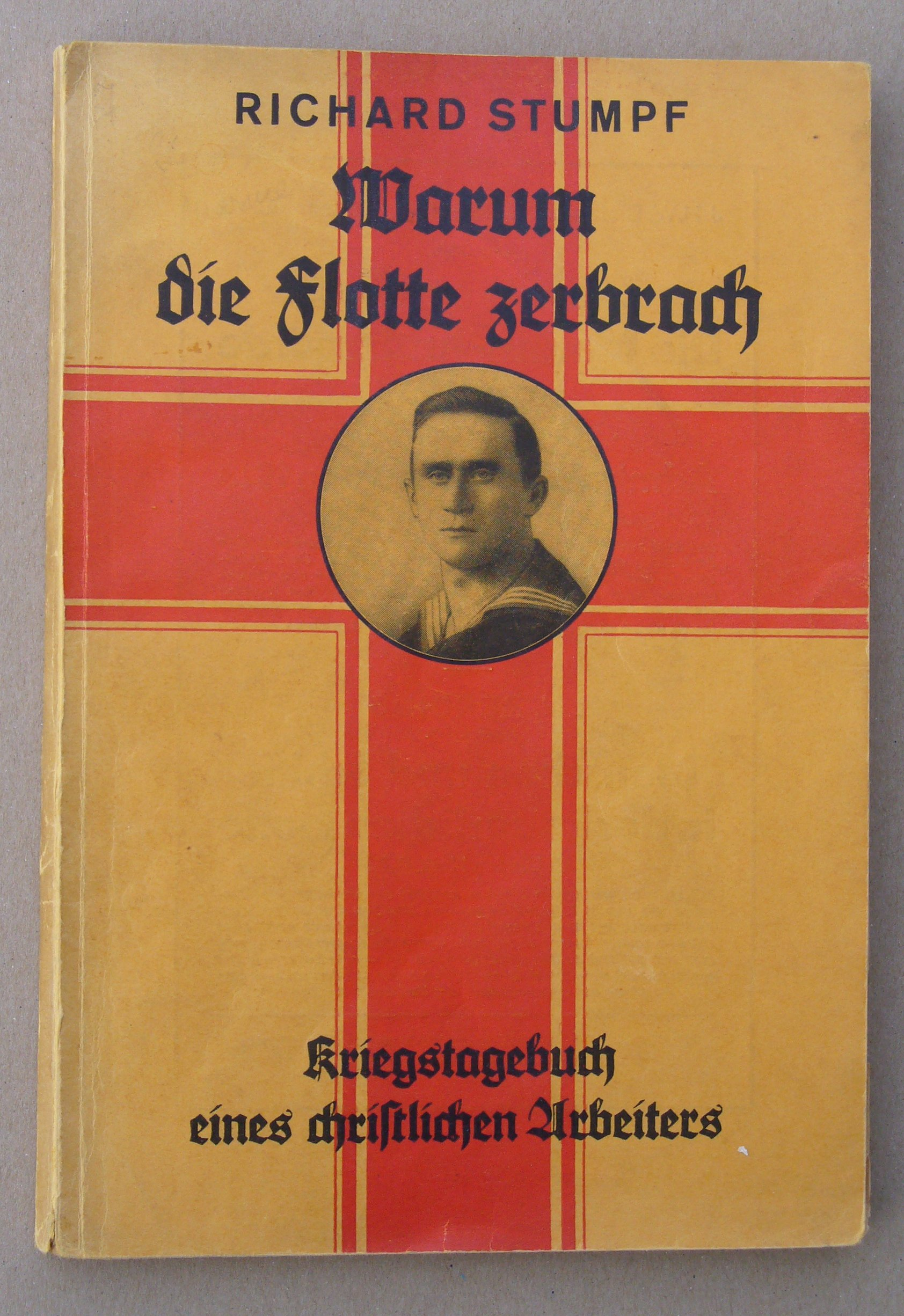
Buchausgabe des Verlags J.H.W. Dietz Nachfolger, Berlin, 1927.

Das Tagebuch schrieb Stumpf aus persönlichem Interesse, um eine Gedächtnisstütze für seine Kriegserinnerungen zu haben.
Als jedoch Anfang der 1920er Jahre eine intensive Debatte über die Dolchstoßlegende einsetzte, realisierte Stumpf, dass seine Tagebücher zur Erhellung der Rolle der Seeoffiziere beitragen könnten, und er übergab sie an Joseph Joos von der Zentrumspartei, der den Wert der Aufzeichnungen erkannte und dafür sorgte, dass sie vorm Untersuchungsausschuss verlesen wurden.
Im Jahr 1927 veröffentlichte der USPD-Abgeordnete Wilhelm Dittmann im Dietz Verlag eine stark gekürzte Version unter dem Titel: „Warum die Flotte zerbrach – Kriegstagebuch eines christlichen Arbeiters“. In seinem Vorwort schrieb Dittmann, dass nicht irgendwelche revolutionären Einflüsse von außen, sondern die Verhältnisse in der Flotte selbst zur Katastrophe geführt hätten. Außerdem fügte er Überschriften und eine Inhaltsübersicht ein.
Im Jahre 1967 veröffentlichte Daniel Horn, damals Assistenz Professor für Geschichte am Douglas College der Rutgers State University New Brunswick im US-Staat New Jersey, das Tagebuch in voller Länge in englischer Sprache. Er fügte eine Einführung, viele erklärenden Anmerkungen und einen Index hinzu und restaurierte soweit möglich die anonymisierten Namen. Horn, geboren in Wien, war im Rahmen seiner Forschungsarbeit über die Unruhen in der kaiserlichen Flotte und die Novemberrevolution auf die Tagebücher gestoßen.

## Einschätzungen des Tagebuchs
Daniel Horn bewertete die geschichtliche Bedeutung in seinen einleitenden Bemerkungen, indem er die Gründe benannte, die den Untersuchungsausschuss bewogen, Stumpfs Tagebuch als einzige persönliche Erinnerung in seinen Bericht aufzunehmen: Während die anderen Personen, die vor dem Ausschuss Zeugnis ablegten, Offiziere und Politiker waren, die bestrebt waren, ihre Handlungsweise bzw. Position zu verteidigen oder zu untermauern, war Stumpf ein Arbeiter, der als gemeiner Matrose in der Marine gedient hatte und dessen Aufzeichnungen seine damaligen Gefühle und Ansichten wiedergaben, ohne von den später entstandenen Diskussionen beeinflusst zu sein. Stumpf, der eigentlich ein privates Tagebuch führen wollte, hatte jedoch durch seine aktive und intensive Einbindung in die Diskussionen der Matrosen und Heizer nicht nur der SMS Helgoland, sondern auch vieler anderer Schiffe sowie durch sein feines Gespür für die Stimmungen seiner Kameraden, auch die allgemeine Stimmung zum Ausdruck gebracht und somit stelle das Tagebuch eine unschätzbare geschichtliche Quelle der individuellen aber auch der kollektiven Mentalität der unteren Dienstgrade in der Kaiserlichen Marine dar.
Nach Ansicht Horns liefert das Tagebuch eine schlüssige Erklärung, nicht nur warum die eingezogenen Matrosen gegen ihre Offiziere meuterten, sondern auch warum Deutschland den Krieg verlor, warum das Kaiserreich kollabierte und warum es durch die Revolution gestürzt wurde. Matrosen und Heizer rebellierten, weil sie unter Hunger und Entbehrungen litten, weil sie von ihren Offizieren misshandelt wurden, weil sie Frieden wollten und weil ihnen demokratische Rechte verweigert wurden. Die Offiziere versuchten rücksichtslos gegen ihre Untergebenen den Krieg hinauszuzögern, um Weltgeltung und Annexionen durchzusetzen. Die Matrosen und Heizer sahen die Fortführung des Krieges als nur im Interesse der Offiziere an, die keinerlei Mitgefühl für sie aufbrachten, sondern sie im Gegenteil noch absichtlich schikanierten.
Horn sieht nur zwei andere Veröffentlichungen, die mit dem Tagebuch Stumpfs verglichen werden könnten: Zum einen Joachim Ringelnatz’ Werk „Als Mariner im Krieg“, das Horn allerdings als nicht annäherungsweise so authentisch, aufregend und ergreifend (not nearly as authentic, stirring, and poignant) ansieht.  Zum anderen handelt es sich um die Erinnerungen von Willy Sachse, die jedoch durch spätere entgegengesetzte Aussagen z. B. in seinem Werk Rost an Mann und Schiff an Glaubwürdigkeit eingebüßt hätten.
Huck und Rogg sehen Anklänge an ein klassisches Drama, indem das Tagebuch Hybris  (Überheblichkeit) und Fall der in der Flottenrüstung manifestierten Weltmachtambitionen des Deutschen Kaiserreichs schildere. Das Tagebuch beschreibe auch die Erosion der wilhelminischen Klassengesellschaft in der Kaiserlichen Marine. In der Tat zeigt sich in der Person Richard Stumpfs, dass die gut ausgebildeten Arbeiter, die geradezu nach Bildung hungerten (dies zeigt sich auch in der Arbeiterjugend jener Zeit) und sich ständig weiterbildeten, sich nicht länger von Schnöseln mit beschränktem geistigen Horizont, die manchmal nur durch das Geld ihrer Eltern auf ihren Offiziersposten gelangt waren, als Kinder oder Tiere behandeln lassen wollten.

## Die Zeit während und nach der Weimarer Republik
Die Informationen aus dieser Zeitspanne stammen hauptsächlich von Daniel Horn. In einem Aufsatz aus dem Jahre 1978 beschreibt er, dass er von der Familie Stumpf (vermutlich handelt es sich hier um den Sohn Hans, der 1950 in die USA ausgewandert war) Unterlagen von Richard Stumpf erhalten habe. Diese habe er an das Archiv der Rutgers Universitätsbibliothek übergeben. Inzwischen wurden die Unterlagen (oder ein Teil davon) jedoch im Archiv des Leo Baeck Instituts ausfindig gemacht.
Nach Ende des Ersten Weltkriegs war Stumpf arbeitslos und lebte in Neunkirchen nahe Nürnberg. Im Jahre 1919 trat er den Freicorps zur Bekämpfung der bayerischen Räteregierung bei, dies wäre der Wunsch der Regierung und der Diözese. Ohne bereits zum Kampfeinsatz gekommen zu sein, wurde er Zeuge eines Massakers an Angehörigen des katholischen Gesellenvereins St. Joseph. Die Freicorpsler sperrten sie in einen Keller und warfen Handgranaten hinein. Daraufhin verließ Stumpf die Freicorps. Er resümierte, dass die Regierungsstreitkräfte etwa 18 Mann verloren, während sie etwa 5000 Menschen töteten, wobei es sich bei einer großen Zahl um kaltblütigen Mord handelte.
Stumpf heiratete 1921 Anna Birzle und lebte zunächst bei seiner Schwester. Von 1922 bis 1924 arbeitete er als Polierer in einer Nürnberger Metallfabrik. Dies ermöglichte es ihm, einen eigenen Haushalt zu gründen, und ihre vier Söhne kamen zur Welt.
Im Jahre 1925 besuchte Stumpf Versammlungen der linksliberalen Deutschen Demokratischen Partei und erhielt durch Vermittlung des Nürnberger Bürgermeisters Hermann Luppe eine Stelle in seinem alten Beruf und eine Wohnung. Er begann eine schriftstellerische Tätigkeit und veröffentlichte zu marinegeschichtlichen und politischen Themen, wobei er sich auch kritisch zum Aufstieg der Nationalsozialisten äußerte. Einer seiner Artikel fiel Dr. Joos auf, der dann den Kontakt zum Untersuchungsausschuss vermittelte. Ein längerer Aufenthalt in Berlin anlässlich seiner Gutachtertätigkeit folgte. Danach arbeitete Stumpf wieder in seinem alten Beruf und setzte seine schriftstellerische Tätigkeit fort. Mit dem Aufkommen des Nationalsozialismus versuchte Stumpf die Völkerverständigung mit Frankreich zu intensivieren auf der Basis der gemeinsamen religiösen Überzeugungen.
Unter der Nazidiktatur wurden seine Tagebücher verbrannt und er erhielt nach Aussagen seines Sohnes Richard keine angemessene Arbeit. Nach der Arbeitslosigkeit infolge der Weltwirtschaftskrise fand Stumpf schließlich eine Anstellung als Herbergsvater des Mainzerhofes des Kolpingwerks in Heiligenstadt in Thüringen. Dort verbrachte er die gesamte Zeit des Zweiten Weltkriegs. Wegen seines Alters und einem schlimmen Rheuma wurde er nicht eingezogen, hatte aber gelegentliche Arbeits- und Wachdienste zu leisten.
Nach dem Zweiten Weltkrieg lebte er weiterhin in Heiligenstadt, das nun zur sowjetischen Besatzungszone gehörte. Er wurde Polizist und beteiligte sich an Aktionen zur Verhaftung von Nazis und deren Überstellung an die Besatzungsmacht. Er wurde ein Mitglied der Antifa-Ausschüsse und trat 1946 in die CDU ein, der Nachfolgepartei des katholischen Zentrums, der Stumpf wegen seiner Religionszugehörigkeit nahestand. Er kannte den Vorsitzenden Jakob Kaiser aus seiner Nürnberger Gesellenzeit.
Als die sowjetischen Truppen in Heiligenstadt einrückten, versteckte Stumpf seine Dienstpistole, die er als Herbergsvater besaß. Sie wurde später entdeckt, und ein Pächter einer zum Kolpinghaus gehörenden Gaststätte wurde daraufhin verhaftet. Als Stumpf davon erfuhr, zeigte er sich selbst an, obwohl für solche Vergehen die Todesstrafe möglich war. Er wurde misshandelt, kam jedoch im März 1946 frei.
Unter dem DDR Regime wurde er nach dem Aufstand des 17. Juni 1953 wegen antidemokratischer Betätigung verhaftet, er habe Beziehungen zu dem in Westberlin lebenden Jakob Kaiser aufgenommen und dem Bischof in Fulda Angaben über die Besatzungsmacht und andere Organisationen gemacht. Während der Haftzeit schrieb er ein weiteres Tagebuch über seinen letzten Lebensabschnitt, das vermutlich auch in dem oben genannten Archiv der Rutgers University in New Jersey (USA) aufbewahrt wird. Das Verfahren wurde eingestellt und Stumpf wurde ohne Verurteilung entlassen. Auf Betreiben seines ältesten Sohnes Lothar wurde Stumpf 1993 rehabilitiert.
Im November 1953 erhielt Stumpf auf Anfrage die Erlaubnis, das Kriegerdenkmal im Heinrich-Heine Park im Gedenken an die Gefallenen zu schmücken. Als im folgenden Jahr die Gräber sowjetischer Gefallener geschändet wurden, wurde Stumpf verdächtigt und wegen antisowjetischer Umtriebe verhaftet. Er wurde aber nach langwierigen Verhören wegen erwiesener Unschuld freigelassen.
Stumpf starb am 23. Juli 1958.

## Rezeption des Tagebuchs im Nachkriegsdeutschland
In der offiziellen DDR-Geschichtsschreibung wurde sein Tagebuch erst Ende der 1970er Jahre in Arbeiten des Militärjournalisten Robert Rosentreter beschrieben.
Auch in der BRD wurde es erst relativ spät von Historikern gewürdigt: Wilhelm Deist führte das Tagebuch an verschiedenen Stellen seiner geschichtlichen Arbeiten an, erstmals 1966 in seinem Werk „Die Politik der Seekriegsleitung und die Rebellion der Flotte Ende Oktober 1918“. In einem späteren Vortrag beschreibt Deist den tiefgreifenden Einfluss, den Anfang Oktober 1918 die Räumung Flanderns auf die Matrosen gehabt hätte, was in Stumpfs Tagebuch deutlich zum Ausdruck gebracht worden wäre: Weil nun auch noch eine wichtige Basis für den U-Boot-Krieg weggefallen war, wurde den Matrosen und Heizern endgültig klar, dass der Krieg verloren war. Im Jahr 1992 veröffentlicht der Freiburger Historiker und Friedensforscher Wolfram Wette Beiträge zur Geschichte des Kriegsalltags im deutschen Militär seit der frühen Neuzeit und brachte darin Auszüge aus Stumpfs Tagebuch.
Seit Anfang der 1990er Jahre wird das Stumpf-Tagebuch auch in der Lehrausstellung der Marineschule Mürwik gezeigt (eingebracht vom Marinehistoriker Dieter Hartwig als Farbkopie des Originals) und im dortigen Marinegeschichtsunterricht erwähnt.
Im Jahr 2014 widmete das Deutsche Marinemuseum in Wilhelmshaven Stumpf eine große Ausstellung (Die Flotte schläft im Hafen ein – Kriegsalltag 1914–1918 in Matrosentagebüchern), in der Stumpfs Aussagen anhand von eindrucksvoll konstruierten Exponaten lebendig wurden. Stumpfs Notizen wurden dabei einem erst 2013 entdeckten Erinnerungstyposkript von Carl Richard Linke, der ebenfalls auf der SMS Helgoland Dienst tat, gegenübergestellt.

## Veröffentlichungen
- Richard Stumpf: Warum die Flotte zerbrach: Kriegstagebuch eines christlichen Arbeiters. Hrsg. Wilhelm Dittmann. Verlag J.H.W. Dietz Nachfolger, Berlin 1927, DNB 577485938. (gekürzte Ausgabe)
- Tagebuch des Matrosen Richard Stumpf. "Erinnerungen" aus dem deutsch-englischen Seekriege auf S.M.S. Helgoland. (Das Werk des Untersuchungsausschusses .. des Deutschen Reichstages, Vierte Reihe, Zehnter Band, Zweiter Halbband). Deutsche Verlagsgesellschaft für Politik und Geschichte, Berlin 1928, DNB 368526399. (ungekürzte Ausgabe).
- Daniel Horn (Hrsg.): War, Mutiny and Revolution in the German Navy – The World War I Diary of Seaman Richard Stumpf. Rutgers University Press, New Brunswick, New Jersey (USA) 1967, DNB 578170930.
- Richard Stumpf: Reichpietsch und Köbis mahnen! In: Illustrierte Reichsbanner-Zeitung. 40, 1928, S. 626–627.